# ديريك لوكاسين
ديريك لوكاسين (3 يوليو 1995 بأمستردام في هولندا - ) (بالهولندية: Derrick Luckassen) هو لاعب كرة قدم هولندي في مركز الدفاع. شارك مع منتخب هولندا تحت 19 سنة لكرة القدم ومنتخب هولندا تحت 21 سنة لكرة القدم. أما مع النوادي، فقد لعب مع إي زد ألكمار.

## وصلات خارجية
- ديريك لوكاسين على موقع اتحاد تركيا (لاعب) (الإنجليزية)
- ديريك لوكاسين على موقع قاعدة بيانات كرة القدم.إي يو (الإنجليزية)
- ديريك لوكاسين على موقع Soccerway.com (الإنجليزية)
- ديريك لوكاسين على موقع عالم كرة القدم.نت (الإنجليزية)
- ديريك لوكاسين على موقع AS.com (الإسبانية)